# Nematocampa varicata
Nematocampa varicata är en fjärilsart som beskrevs av Walker 1860. Nematocampa varicata ingår i släktet Nematocampa och familjen mätare. Inga underarter finns listade i Catalogue of Life.